# Кинабатанган (река)
Кинабата́нган (малайск. Kinabatangan) — река на малайзийской территории острова Калимантан. Протекает в пределах штата Сабах. В верховье носит название Мили́ан (малайск. Milian).
В бассейне реки сложилось несколько экосистем с очень большим природным разнообразием: известняковые пещеры Гомантонг, засушливые диптерокарповые леса, речной лес, пресноводный болотный лес, старицы и соленые мангровые болота у побережья.

## Гидрография

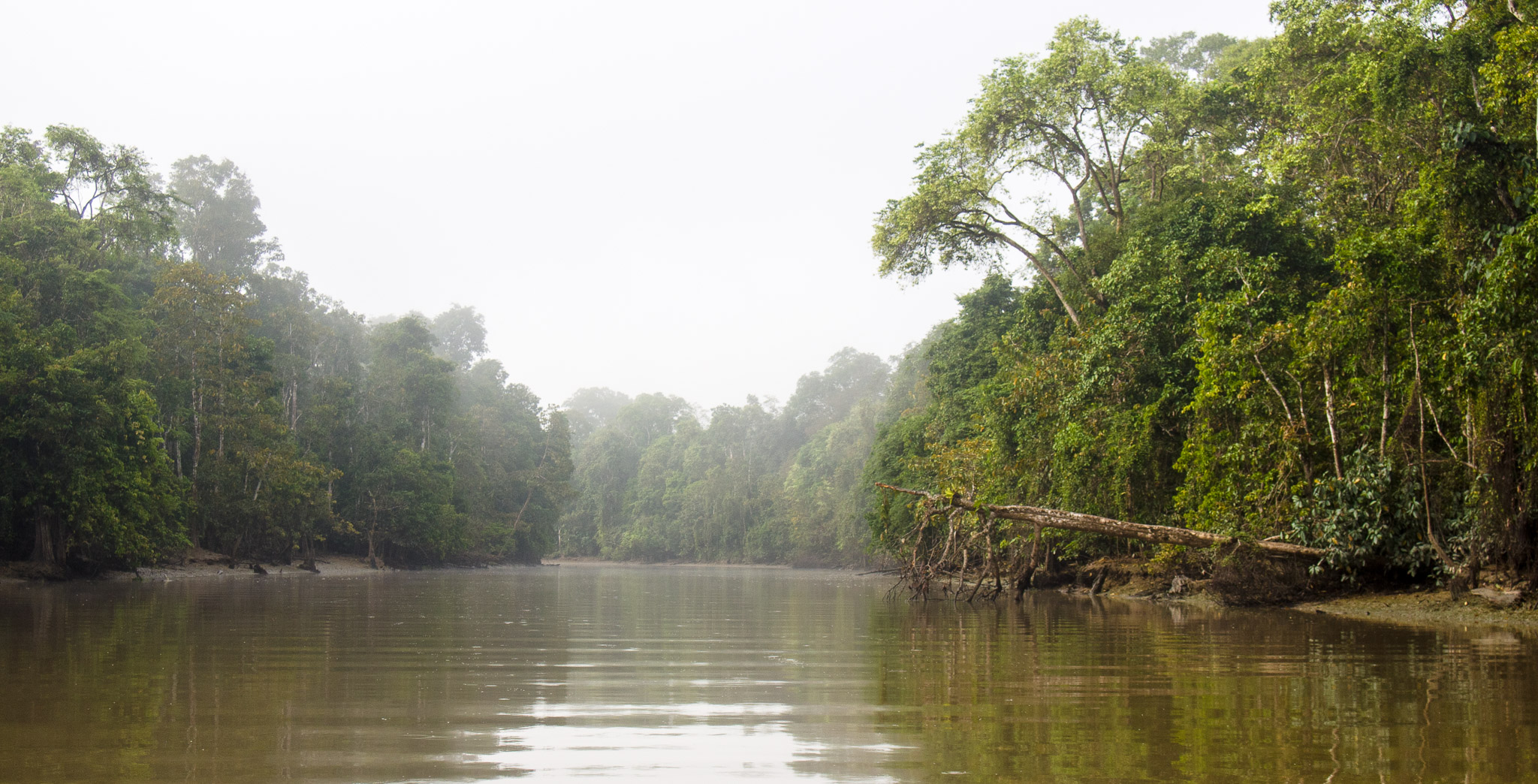
Вид на реку

Длина реки — 563 км, площадь бассейна — 16 800 км². Значительная часть бассейна выделена в национальный парк «Кинабатанган».
Кинабатанган берёт начало в центральной части Сабаха в холмистой местности. Существуют различные мнения относительно точного места истока реки и, соответственно, различные оценки её длины, большая часть которых варьируются в пределах 560—564 км. Таким образом, Кинабатанган является одной из двух наиболее протяжённых рек Малайзии, будучи либо немного длиннее, либо немного короче Раджанга, протекающего по территории соседнего восточномалайзийского штата Саравак.

В верхнем и среднем течении река крайне извилиста, во многих местах порожиста. В нижнем течении русло несколько выпрямляется, однако также образует несколько излучин и стариц. Впадает в море Сулу к юго-востоку от города Сандакан, образуя общую дельту с несколькими меньшими по размерами реками.